# Osmia piliventris
Osmia piliventris är en biart som beskrevs av Heinrich Friese 1913. Osmia piliventris ingår i släktet murarbin, och familjen buksamlarbin. Inga underarter finns listade i Catalogue of Life.